# Jasionka (Krzywa)
Jasionka (j. łemkowski Ясюнка) – przysiółek wsi Krzywa w Polsce, położony w województwie małopolskim, w powiecie gorlickim, w gminie Sękowa.
W latach 1975–1998 przysiółek administracyjnie należał do województwa nowosądeckiego.

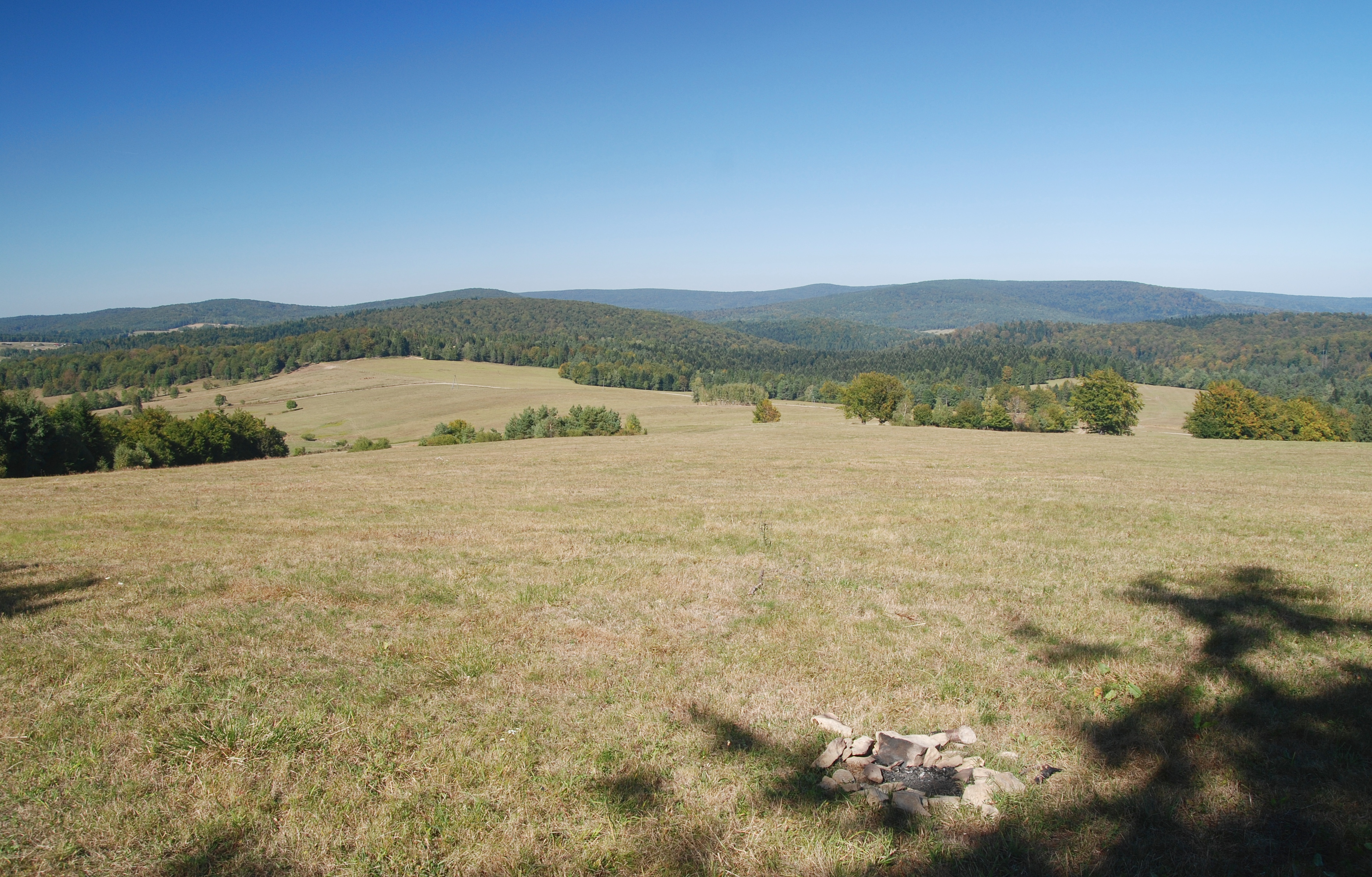
Od strony Czarnego
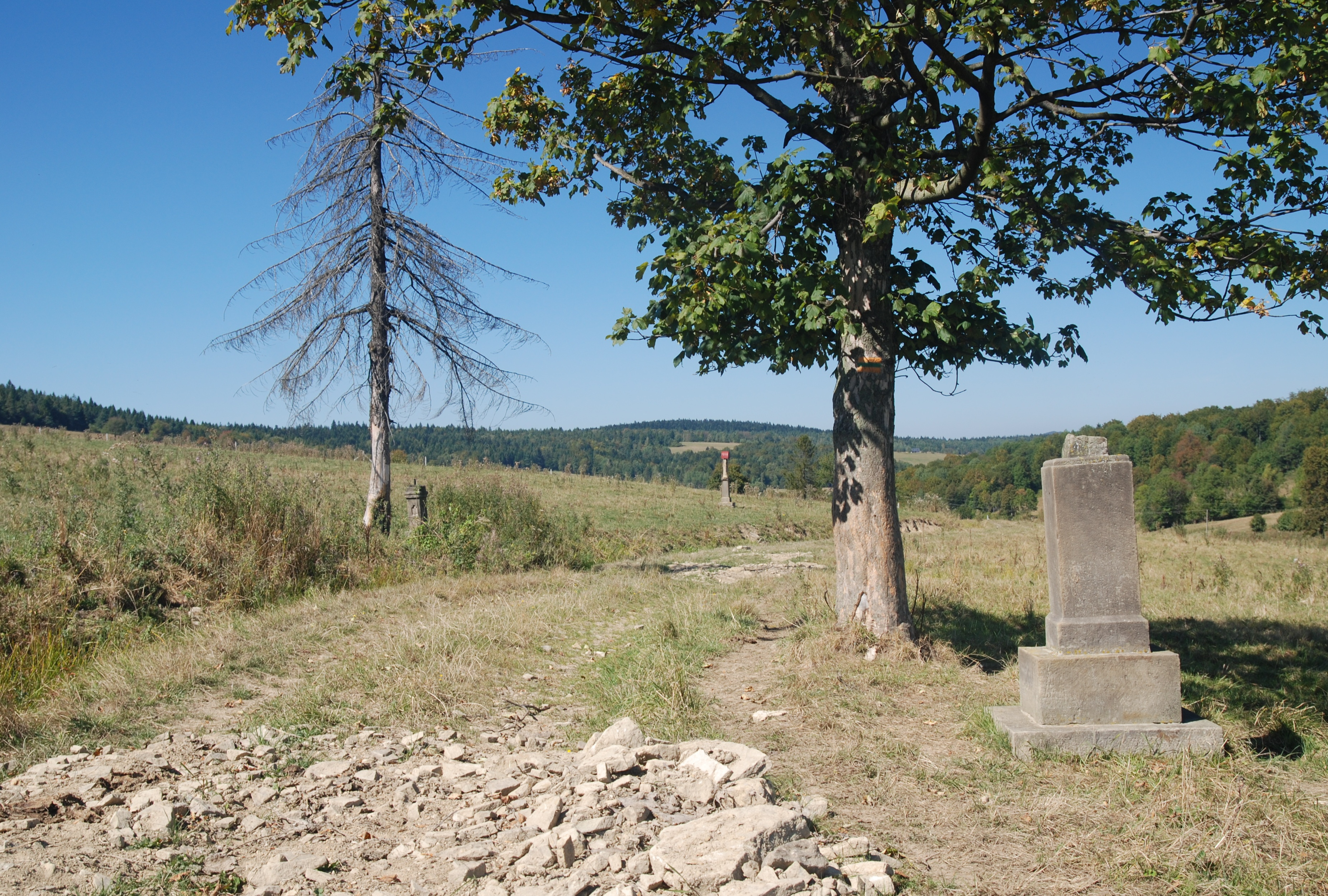
Stara droga
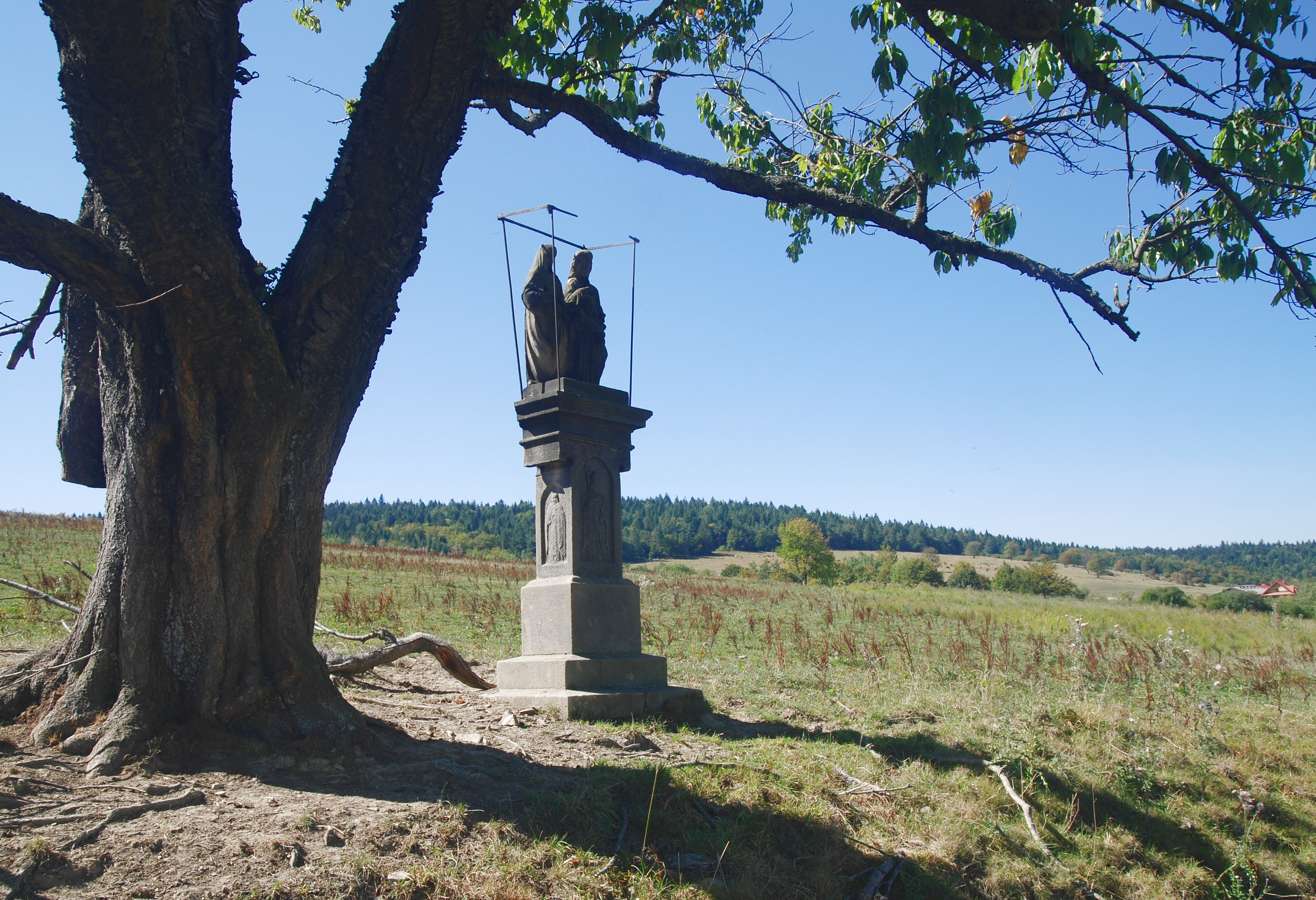
Przy starej drodze
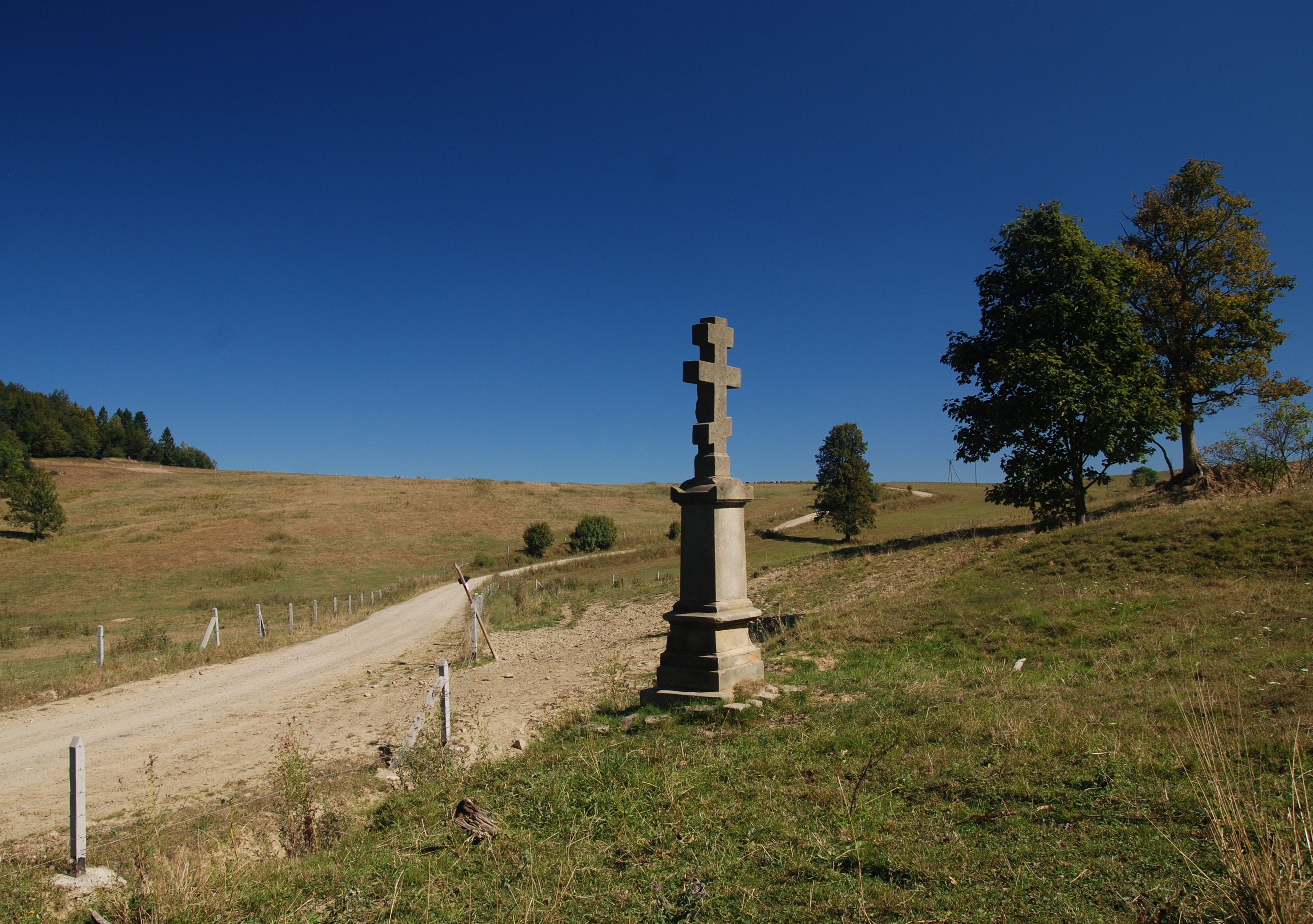
Droga do Czarnego
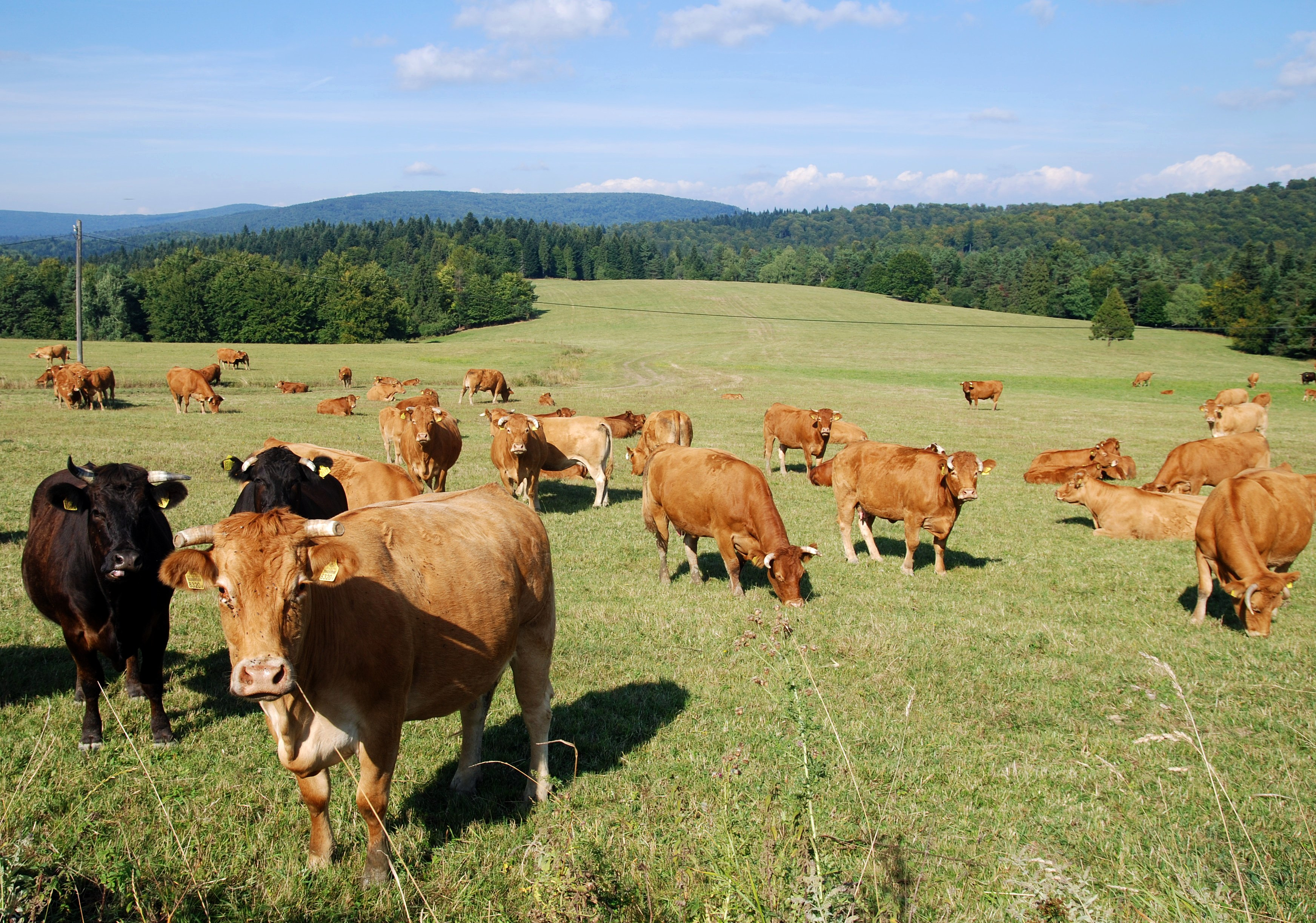
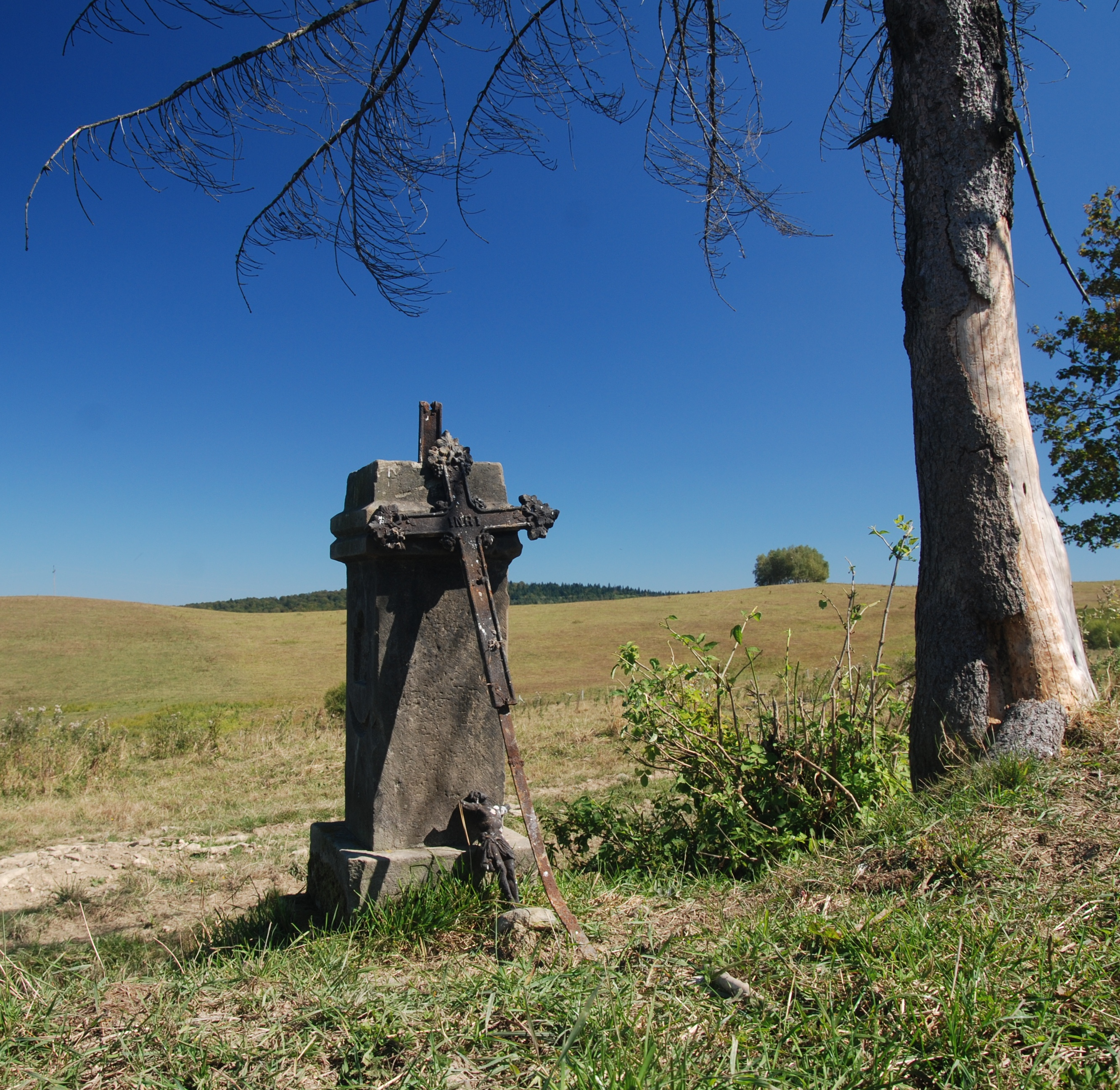
Przy starej drodze